# 圣塞赛尔-德戈济尼昂
圣塞赛尔-德戈齐尼昂（法語：Saint-Césaire-de-Gauzignan，法語發音：[sɛ̃ sezɛʁ də ɡoziɲɑ̃]）是法国加尔省的一个市镇，属于阿莱斯区。

## 地理
圣塞赛尔-德戈济尼昂（44°1'47"N, 4°12'18"E）面积6.84 平方千米，位于法国奧克西塔尼大區加尔省，该省份为法国南部沿海省份，南端濒地中海，北起顺时针与阿尔代什省、沃克吕兹省、罗讷河口省、埃罗省、阿韦龙省和洛泽尔省接壤。
与圣塞赛尔-德戈济尼昂接壤的市镇（或旧市镇、城区）包括：布里尼翁、卡斯泰尔诺-瓦朗斯、克吕维耶-拉斯库尔、马蒂尼亚尔格、圣艾蒂安德洛尔姆、圣让德塞拉尔格、圣莫里斯-德卡兹维埃耶。

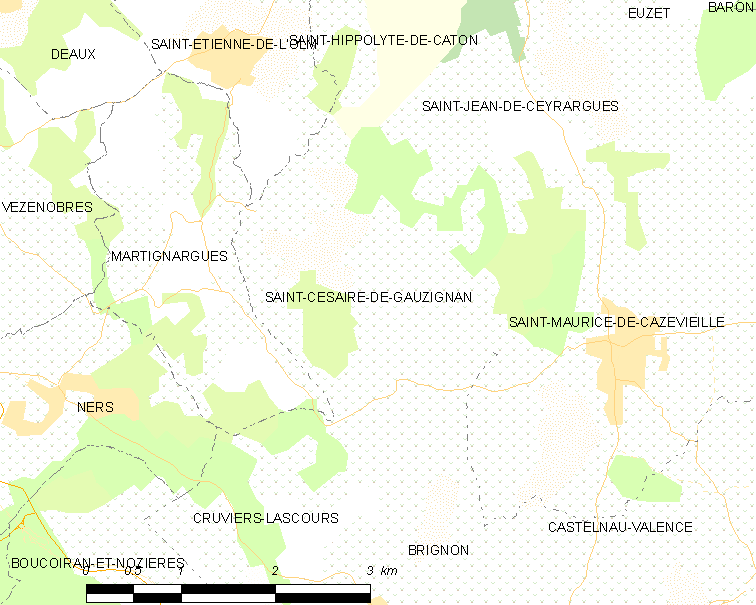
圣塞赛尔-德戈济尼昂的OSM定位图

圣塞赛尔-德戈济尼昂的时区为UTC+01:00、UTC+02:00（夏令时）。

## 行政
圣塞赛尔-德戈济尼昂的邮政编码为30360，INSEE市镇编码为30240。

## 政治
圣塞赛尔-德戈济尼昂所属的省级选区为阿莱斯第三县。

## 人口

1962-2008年间圣塞赛尔-德戈济尼昂人口变化图示

圣塞赛尔-德戈济尼昂于2022年1月1日时的人口数量为390人。